# Hugh Herbert
Hugh Herbert, född 10 augusti 1884 i Binghamton, New York, död 12 mars 1952 i Los Angeles, Kalifornien, var en amerikansk skådespelare och komiker. Han började inom vaudeville innan han 1927 filmdebuterade. Han medverkade i mer än 100 filmer, oftast i små komiska roller av varierande slag.
Herbert fick postumt en stjärna på Hollywood Walk of Fame vid adressen 6251 Hollywood Blvd.

## Filmografi i urval
- 1932 – Sensation i Los Angeles
- 1933 – Footlight Parade
- 1933 – Efterlyst av hemliga polisen
- 1933 – Hur ska detta sluta?
- 1934 – Under-bar
- 1934 – Oss miljonärer emellan
- 1934 – Dimma över Frisco
- 1934 – Paris i gala
- 1935 – En midsommarnattsdröm
- 1935 – Fröken Provryttare
- 1937 – Den fulländade mannen
- 1938 – En fästmö för mycket
- 1941 – Galopperande flugan
- 1941 – Mysteriet svarta katten
- 1944 – Musik för miljoner
- 1948 – Kom och blås!
- 1949 – Västerns vilda blondin